# そらFilms
『そらFilms』（そらフィルムス）は、新垣結衣のPV集。

## 概要
2007年12月12日に発売。DVDでの発売となる。
デビュー・アルバム『そら』収録曲4曲のPVが収録されている。「heavenly days」は、アルバム通常盤付属のDVDに収録されたものとは異なる別バージョンが収録されている。特典映像として、本人の音声コメントを乗せた各PVのメイキング映像を収録している。

## 収録
1. heavenly days (another edition)
2. そら
3. メモリーズ
4. 陽のかげる丘